# 1995 pr. n. št.

## Smrti
- Mentuhotep II., faraon Enajste egipčanske dinastije (* ni znano)